# العلاقات الأفغانية المكسيكية
العلاقات الأفغانية المكسيكية هي العلاقات الثنائية التي تجمع بين أفغانستان والمكسيك.

## مقارنة بين البلدين
هذه مقارنة عامة ومرجعية للدولتين:
| وجه المقارنة                                              | أفغانستان                    | المكسيك                                                                               |
| --------------------------------------------------------- | ---------------------------- | ------------------------------------------------------------------------------------- |
| المساحة (كم2)                                             | 652.23 ألف                   | 1.97 مليون                                                                            |
| عدد السكان (نسمة)                                         | 34.94 مليون                  | 130.53 مليون                                                                          |
| الكثافة السكانية (ن./كم²)                                 | 53.57                        | 66.26                                                                                 |
| العاصمة                                                   | كابل                         | مدينة مكسيكو                                                                          |
| اللغة الرسمية                                             | اللغة البشتوية، اللغة الدرية | اللغة الإسبانية                                                                       |
| العملة                                                    | أفغاني                       | بيزو مكسيكي                                                                           |
| الناتج المحلي الإجمالي (بليون دولار)                      | 20.82 مليار                  | 1.15 تريليون                                                                          |
| الناتج المحلي الإجمالي (تعادل القوة الشرائية) بليون دولار | 62.62 مليار                  | 2.16 تريليون                                                                          |
| الناتج المحلي الإجمالي الاسمي للفرد دولار أمريكي          | 594                          | 9.01 ألف                                                                              |
| الناتج المحلي الإجمالي للفرد دولار أمريكي                 | 1.93 ألف                     | 17.32 ألف                                                                             |
| مؤشر التنمية البشرية                                      | 0.479                        | 0.756                                                                                 |
| رمز المكالمات الدولي                                      | +93                          | +52                                                                                   |
| رمز الإنترنت                                              | .af                          | .mx                                                                                   |
| المنطقة الزمنية                                           | ت ع م+04:30                  | منطقة زمنية وسطى، المنطقة الزمنية الجبلية، زمن منطقة المحيط الهادئ، منطقة زمنية شرقية |

## منظمات دولية مشتركة
يشترك البلدان في عضوية مجموعة من المنظمات الدولية، منها:
| علم المنظمة | اسم المنظمة                        | تاريخ انضمام أفغانستان | تاريخ انضمام المكسيك |
| ----------- | ---------------------------------- | ---------------------- | -------------------- |
|             | مؤسسة التنمية الدولية              | 2 فبراير 1961          | 24 أبريل 1961        |
|             | يونسكو                             | 4 مايو 1948            | 4 نوفمبر 1946        |
|             | وكالة ضمان الاستثمار متعدد الأطراف | 16 يونيو 2003          | 1 يوليو 2009         |
|             | الأمم المتحدة                      | 19 نوفمبر 1946         | 7 نوفمبر 1945        |
|             | الاتحاد البريدي العالمي            | ?                      | ?                    |
|             | البنك الدولي للإنشاء والتعمير      | 14 يوليو 1995          | 31 ديسمبر 1945       |
|             | الاتحاد الدولي للاتصالات           | 12 أبريل 1928          | 1 يوليو 1908         |
|             | منظمة حظر الأسلحة الكيميائية       | ?                      | ?                    |
|             | مؤسسة التمويل الدولية              | 23 سبتمبر 1957         | 20 يوليو 1956        |
|             | منظمة الشرطة الجنائية الدولية      | ?                      | ?                    |

## أعلام
هذه قائمة لبعض الشخصيات التي تربطها علاقات بالبلدين:
- اكليل أحمد حكيمي (دبلوماسي أفغاني، 1968 – )
- سيد طيب جواد (1958 – )

## وصلات خارجية
- موقع وزارة الخارجية الأفغانية
- موقع وزارة الخارجية المكسيكية